# با (فيجي)
با محافظة ‏ تقع إدارياً ضمن القسم الغربي ‏ في فيجي. ويبلغ عدد سكانها 231760 نسمة.